# العلاقات الباكستانية السورينامية
العلاقات الباكستانية السورينامية هي العلاقات الثنائية التي تجمع بين باكستان وسورينام.

## مقارنة بين البلدين
هذه مقارنة عامة ومرجعية للدولتين:
| وجه المقارنة                                              | باكستان                     | سورينام                        |
| --------------------------------------------------------- | --------------------------- | ------------------------------ |
| المساحة (كم2)                                             | 881.91 ألف                  | 163.27 ألف                     |
| عدد السكان (نسمة)                                         | 197.02 مليون                | 563.40 ألف                     |
| الكثافة السكانية (ن./كم²)                                 | 223.4                       | 3.45                           |
| العاصمة                                                   | إسلام آباد                  | باراماريبو                     |
| اللغة الرسمية                                             | لغة إنجليزية، اللغة الأردية | اللغة الهولندية                |
| العملة                                                    | روبية باكستانية             | دولار سورينامي، غيلدر سورينامي |
| الناتج المحلي الإجمالي (بليون دولار)                      | 304.95 مليار                | 3.32 مليار                     |
| الناتج المحلي الإجمالي (تعادل القوة الشرائية) بليون دولار | 946.67 مليار                | 9.07 مليار                     |
| الناتج المحلي الإجمالي الاسمي للفرد دولار أمريكي          | 1.43 ألف                    | 9.48 ألف                       |
| الناتج المحلي الإجمالي للفرد دولار أمريكي                 | 4.81 ألف                    | 16.64 ألف                      |
| مؤشر التنمية البشرية                                      | 0.538                       | 0.714                          |
| رمز المكالمات الدولي                                      | +92                         | +597                           |
| رمز الإنترنت                                              | .pk                         | .sr                            |
| المنطقة الزمنية                                           | ت ع م+05:00                 | 00                             |

## منظمات دولية مشتركة
يشترك البلدان في عضوية مجموعة من المنظمات الدولية، منها:
| علم المنظمة | اسم المنظمة                        | تاريخ انضمام باكستان | تاريخ انضمام سورينام |
| ----------- | ---------------------------------- | -------------------- | -------------------- |
|             | يونسكو                             | 14 سبتمبر 1949       | 16 يوليو 1976        |
|             | وكالة ضمان الاستثمار متعدد الأطراف | 12 أبريل 1988        | 2 يوليو 2003         |
|             | الأمم المتحدة                      | 30 سبتمبر 1947       | 4 ديسمبر 1975        |
|             | الاتحاد البريدي العالمي            | ?                    | ?                    |
|             | البنك الدولي للإنشاء والتعمير      | 11 يوليو 1950        | 27 يونيو 1978        |
|             | المنظمة الهيدروغرافية الدولية      | ?                    | ?                    |
|             | منظمة التعاون الإسلامي             | ?                    | ?                    |
|             | منظمة حظر الأسلحة الكيميائية       | ?                    | ?                    |
|             | الاتحاد الدولي للاتصالات           | 26 أغسطس 1947        | 15 يوليو 1976        |
|             | مؤسسة التمويل الدولية              | 20 يوليو 1956        | 1 سبتمبر 2011        |
|             | منظمة التجارة العالمية             | ?                    | ?                    |
|             | منظمة الشرطة الجنائية الدولية      | ?                    | ?                    |

## وصلات خارجية
- موقع وزارة الخارجية الباكستانية
- موقع وزارة الخارجية السورينامية